# Saint-Georges-du-Bois (Charente-Maritime)
Saint-Georges-du-Bois [sɛ̃ ʒɔʁʒ dy bwa] ist eine französische Gemeinde mit 1.869 Einwohnern (Stand: 1. Januar 2022) im Département Charente-Maritime in der Region Nouvelle-Aquitaine; sie gehört zum Arrondissement Rochefort und ist Teil des Kantons Surgères. Die Einwohner werden Georgipolitains genannt.

## Geographie
Saint-Georges-du-Bois liegt etwa 32 Kilometer östlich von La Rochelle in der historischen Region Aunis am Fluss Curé. Umgeben wird Saint-Georges-du-Bois von den Nachbargemeinden Benon im Norden und Nordwesten, Saint-Pierre-d’Amilly im Nordosten, Saint-Saturnin-du-Bois im Osten, Surgères im Süden sowie Vouhé im Westen.

## Bevölkerungsentwicklung
| Jahr                      | 1962 | 1968 | 1975 | 1982 | 1990 | 1999 | 2006 | 2012 |
| Einwohner                 | 1287 | 1330 | 1436 | 1389 | 1373 | 1466 | 1669 | 1774 |
| Quelle: Cassini und INSEE |      |      |      |      |      |      |      |      |

## Sehenswürdigkeiten

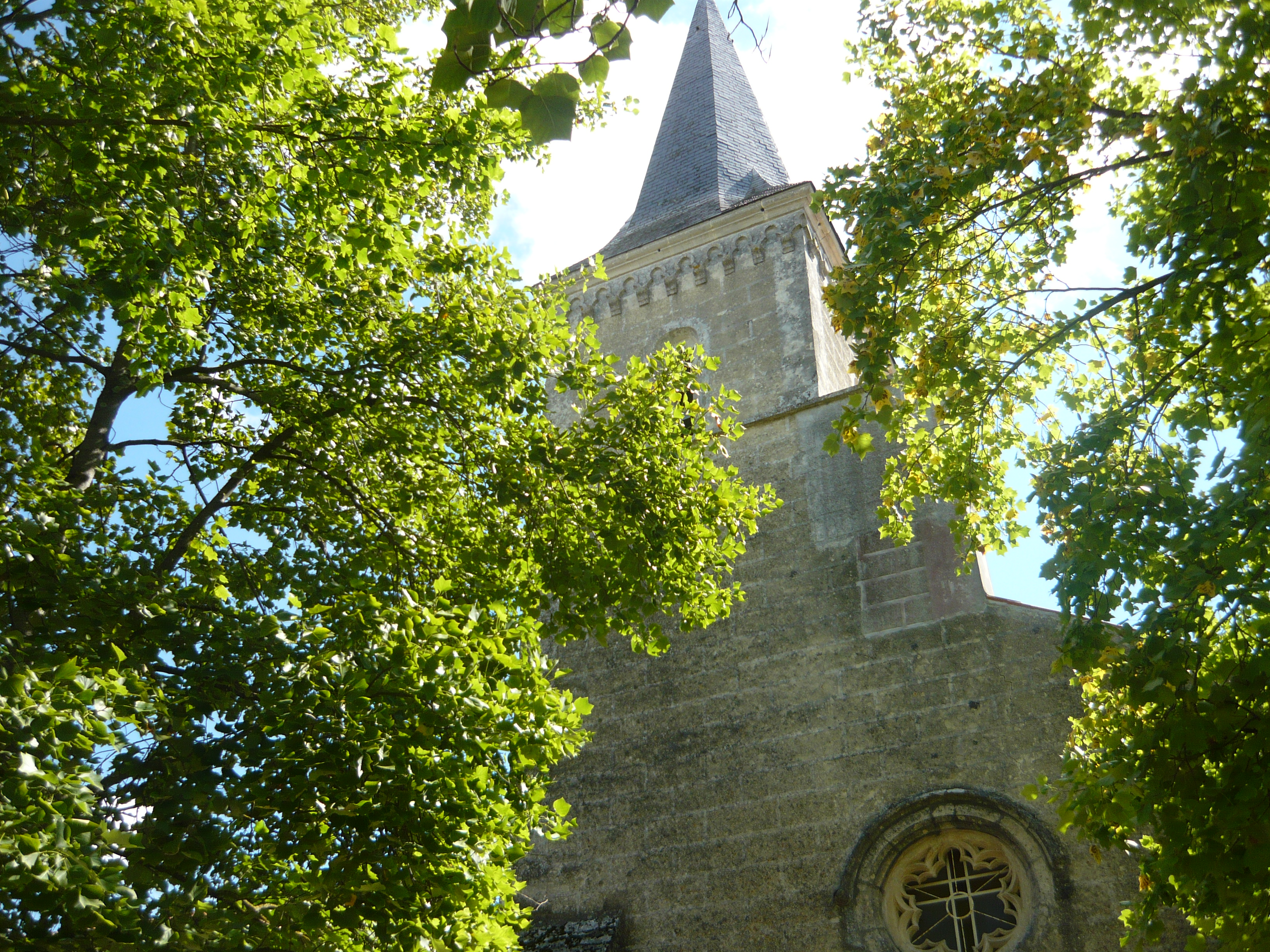
Kirche Saint-Georges

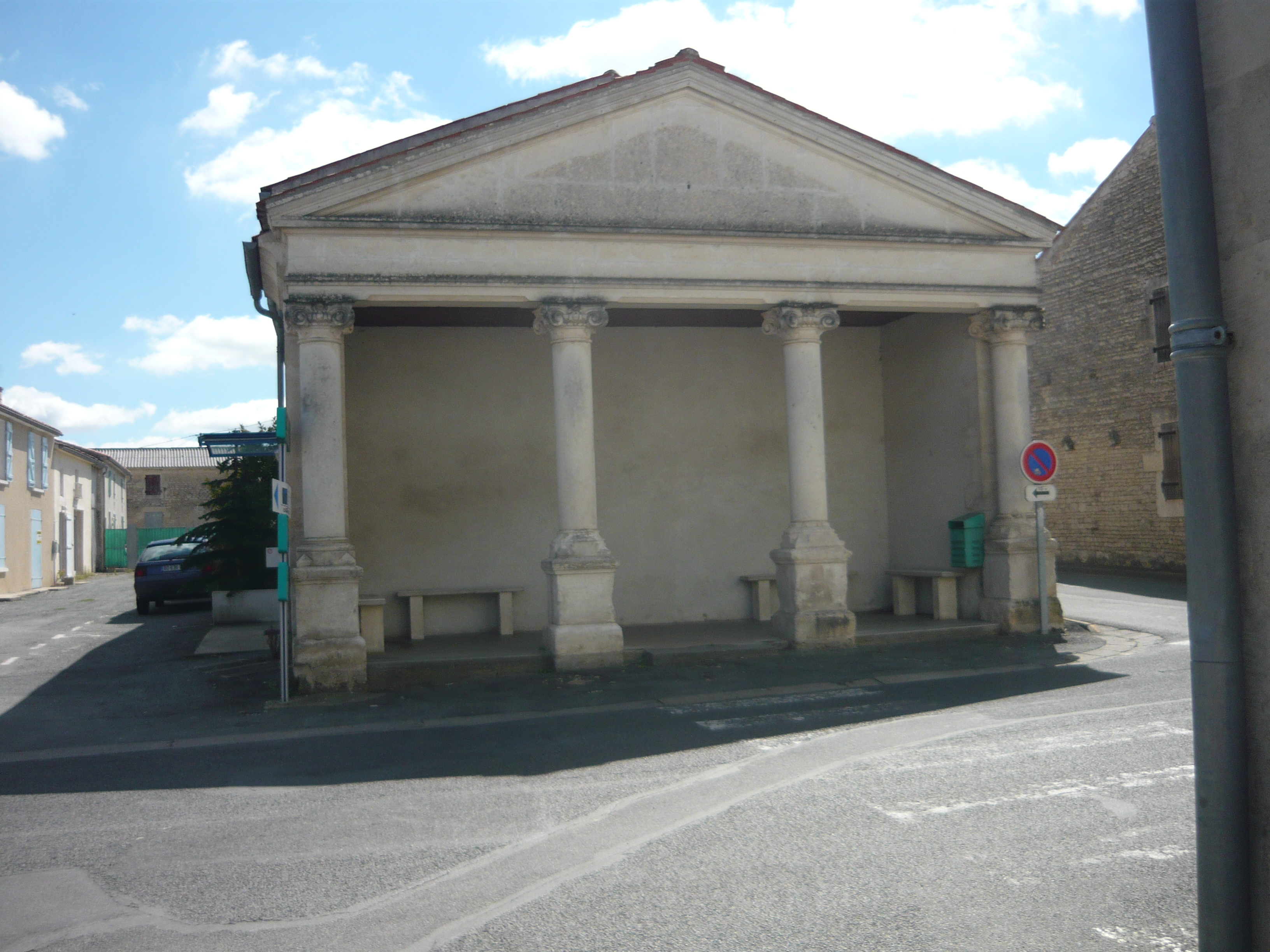
Le Panthéon

Siehe auch: Liste der Monuments historiques in Saint-Georges-du-Bois (Charente-Maritime)
- Kirche Saint-Georges aus dem 16. Jahrhundert, Umbauten in den späteren Jahrhunderten
- Le Panthéon, ehemaliges Rathaus, im 19. Jahrhundert erbaut
- Rathaus von 1902
- Schloss Poléon, 1638 erbaut
- Alte Molkerei von 1888
- Reste des alten gallorömischen Amphitheaters